# ایرشکهالما
ایرشکهالما (به مجاری: Érsekhalma) یک شهرداری در مجارستان است که در ناحیه بایا واقع شده‌است. ایرشکهالما ۲۷٫۵۶ کیلومتر مربع مساحت و ۷۰۲ نفر جمعیت دارد.